# 1998 год в спорте
Список 1998 год в спорте перечисляет спортивные события, произошедшие в 1998 году.

## Россия
- Командный чемпионат России по спидвею 1998;
- Первенство России по хоккею с мячом среди команд первой лиги 1997/1998;
- Чемпионат России по конькобежному спорту в классическом многоборье 1998;
- Чемпионат России по фигурному катанию на коньках 1998;
- Чемпионат России по хоккею с мячом 1997/1998;
- Чемпионат России по хоккею с шайбой среди женщин 1998/1999;
- Чемпионат России по шахматам 1998;

### Баскетбол
- Чемпионат России по баскетболу 1997/1998;
- Чемпионат России по баскетболу 1998/1999;
- Чемпионат России по баскетболу среди женщин 1997/1998;
- Чемпионат России по баскетболу среди женщин 1998/1999;
- Созданы женские клубы:
  - «Балтийская Звезда»;
  - СКИФ;

### Волейбол
- Кубок России по волейболу среди женщин 1998;
- Чемпионат России по волейболу среди женщин 1997/1998;
- Чемпионат России по волейболу среди женщин 1998/1999;
- Чемпионат России по волейболу среди мужчин 1997/1998;
- Чемпионат России по волейболу среди мужчин 1998/1999;

### Футбол
- Первая лига ПФЛ 1998;
- Вторая лига ПФЛ 1998;
- Третья лига ПФЛ 1998;
- ФК «Амкар» в сезоне 1998;
- ФК «Анжи» в сезоне 1998;
- ФК «Крылья Советов» Самара в сезоне 1998;
- ФК «Спартак» Москва в сезоне 1998;
- ФК «Ротор» в сезоне 1998;
- Чемпионат России по футболу 1998;
- Созданы клубы:
  - «Батайск-2007»;
  - «Волга» (Нижний Новгород);
  - «Динамо» (Бийск);
  - «Долгопрудный»;
  - «Оазис»;
  - «Серпухов»;
  - «Спартак-Чукотка»;
  - «Цемент» (Михайловка);
  - «Шахтёр» (Пешелань);
- Расформированы клубы:
  - «Нива» (Славянск-на-Кубани);
  - «Спартак-Братский»;
- Создан мини-футбольный клуб «Геолог»;

### Хоккей с мячом
- Первенство России по хоккею с мячом среди команд первой лиги 1997/1998;
- Первенство России по хоккею с мячом среди команд первой лиги 1998/1999;
- Чемпионат России по хоккею с мячом 1997/1998;
- Чемпионат России по хоккею с мячом 1998/1999;

### Хоккей с шайбой
- Чемпионат России по хоккею с шайбой 1997/1998;
- Чемпионат России по хоккею с шайбой 1998/1999;
- Чемпионат России по хоккею с шайбой среди женщин 1997/1998;
- Чемпионат России по хоккею с шайбой среди женщин 1998/1999;
- Создан клуб «Белые Тигры»;

## Международные события
- Кубок мира по биатлону 1997/1998;
- Кубок мира по биатлону 1998/1999;
- Летние Азиатские игры 1998;
  - Волейбол на летних Азиатских играх 1998;

### Зимние Олимпийские игры 1998
- Биатлон;
  - Индивидуальная гонка (женщины);
  - Индивидуальная гонка (мужчины);
  - Спринт (женщины);
  - Спринт (мужчины);
  - Эстафета (женщины);
  - Эстафета (мужчины);
- Бобслей;
- Горнолыжный спорт;
- Конькобежный спорт;
- Кёрлинг;
- Лыжное двоеборье;
- Лыжные гонки;
- Прыжки с трамплина;
- Сноуборд;
- Фигурное катание;
- Фристайл;
- Хоккей;
  - Дело Самуэльссона;
- Шорт-трек;
- Медальный зачёт на зимних Олимпийских играх 1998;
- Big Hat;
- М-Вейв;

### Чемпионаты Европы
- Чемпионат Европы по биатлону 1998;
- Чемпионат Европы по боксу 1998;
- Чемпионат Европы по гандболу среди мужчин 1998;
- Чемпионат Европы по фигурному катанию 1998;

### Чемпионаты мира
- Чемпионат мира по академической гребле 1998;
- Чемпионат мира по биатлону 1998;
- Чемпионат мира по борьбе 1998;
- Чемпионат мира по гребле на байдарках и каноэ 1998;
- Чемпионат мира по конькобежному спорту в классическом многоборье 1998;
- Чемпионат мира по пляжному футболу 1998;
- Чемпионат мира по тяжёлой атлетике 1998;
- Чемпионат мира по фигурному катанию 1998;
- Чемпионат мира по фигурному катанию среди юниоров 1999;
- Чемпионат мира по хоккею на траве среди женщин 1998;
- Чемпионат мира по хоккею на траве среди мужчин 1998;
- Чемпионат мира по художественной гимнастике 1998;

### Баскетбол
- Евролига ФИБА 1997/1998;
- Евролига ФИБА 1998/1999;
- Чемпионат мира по баскетболу 1998;
- Чемпионат мира по баскетболу среди женщин 1998;

### Волейбол
- Кубок Америки по волейболу 1998;
- Кубок европейских чемпионов по волейболу среди женщин 1997/1998;
- Кубок европейских чемпионов по волейболу среди женщин 1998/1999;
- Мировая лига 1998 (волейбол);
- Мировой Гран-при по волейболу 1998;
- Чемпионат Европы по волейболу среди женщин 1999 (квалификация);
- Чемпионат Европы по волейболу среди мужчин 1999 (квалификация);
- Чемпионат мира по волейболу среди женщин 1998;
- Чемпионат мира по волейболу среди женщин 1998 (квалификация);
- Чемпионат мира по волейболу среди мужчин 1998;
- Чемпионат мира по волейболу среди мужчин 1998 (квалификация);
- Чемпионат Украины по волейболу среди женщин 1997/1998;
- Чемпионат Украины по волейболу среди женщин 1998/1999;
- Чемпионат Украины по волейболу среди мужчин 1997/1998;
- Чемпионат Украины по волейболу среди мужчин 1998/1999;

### Снукер
- Benson & Hedges Championship 1998;
- British Open 1998;
- Charity Challenge 1998;
- German Masters 1998;
- Irish Masters 1998;
- Malta Grand Prix 1998;
- Red Bull Super Challenge 1998;
- Scottish Masters 1998;
- Thailand Masters 1998;
- Гран-при 1998 (снукер);
- Мастерс 1998 (снукер);
- Открытый чемпионат Ирландии по снукеру 1998;
- Открытый чемпионат Уэльса по снукеру 1998;
- Открытый чемпионат Шотландии по снукеру 1998;
- Официальный рейтинг снукеристов на сезон 1997/1998;
- Официальный рейтинг снукеристов на сезон 1998/1999;
- Премьер-лига 1998 (снукер);
- Снукерный сезон 1997/1998;
- Снукерный сезон 1998/1999;
- Чемпионат Великобритании по снукеру 1998;
- Чемпионат Европы по снукеру 1998;
- Чемпионат мира по снукеру 1998;
- Чемпионат мира по снукеру среди женщин 1998;
- Чемпионат мира по снукеру среди любителей 1998;

### Теннис
- Открытый чемпионат Санкт-Петербурга по теннису 1998;
- Hall of Fame Tennis Championships 1998;
- Международный теннисный чемпионат в Макарске 1998;

### Футбол
- Матчи сборной России по футболу 1998;
- Матчи сборной СНГ по футболу;
- Кубок Либертадорес 1998;
- Кубок обладателей кубков УЕФА 1998/1999;
- Кубок чемпионов КОНКАКАФ 1998;
- Кубок обладателей кубков УЕФА 1997/1998;
- Кубок обладателей кубков УЕФА 1998/1999;
- Финал Кубка обладателей кубков УЕФА 1998;
- ФК БАТЭ в сезоне 1998;
- Созданы клубы:
  - «Адомс» (Кременчуг);
  - «Альбинолеффе»;
  - «Арсенал» (Харьков);
  - «Атланта Силвербэкс»;
  - «Бетин»;
  - «Ванн»;
  - «Гостивар»;
  - «Гуанчжоу Байюньшань»;
  - «Гуаратингета»;
  - «Дижон»;
  - «Зибенс/Земессардзе»;
  - «Иван» (Одесса);
  - «Каноас»;
  - «Констел-Лацио Эспортива»;
  - «Кьензянг»;
  - «Либурн»;
  - «Лоотус»;
  - «Мазаалай»;
  - «Манта»;
  - «Мес»;
  - «Мес Сарчешме»;
  - «Металлург-2» (Запорожье);
  - «Нежин»;
  - «Оболонь-2»;
  - «Платинум Старс»;
  - «Руденск»;
  - «Саннефьорд»;
  - «Слуцк»;
  - «Тампере Юнайтед»;
  - «Тирас-2500»;
  - «Хавант энд Уотерлувилл»;
  - «Шафа»;
  - «Экстременья»;
  - «Ярота»;
- Создан женский клуб «Кристианстад»;
- Расформированы клубы:
  - «Динамо-93»;
  - «Панерис»;
  - РАФ;
  - «Спикул»;
  - «Штадлер»;
  - «Эббу Вейл»;
- Созданы мини-футбольные клубы:
  - «Ардус»;
  - «Каноас»;
  - «Шахтёр»;

#### Чемпионат мира по футболу 1998
- Футбольный матч Азербайджан — Швейцария;
- Кубок Меланезии по футболу 1996;
- Финал чемпионата мира по футболу 1998;
- Чемпионат мира по футболу 1998 (отборочный турнир, АФК);
- Чемпионат мира по футболу 1998 (отборочный турнир, КАФ);
- Чемпионат мира по футболу 1998 (отборочный турнир, КОНКАКАФ);
- Чемпионат мира по футболу 1998 (отборочный турнир, КОНМЕБОЛ);
- Чемпионат мира по футболу 1998 (отборочный турнир, ОФК);
- Чемпионат мира по футболу 1998 (отборочный турнир, УЕФА);
- Чемпионат мира по футболу 1998 (отборочный турнир);
- Чемпионат мира по футболу 1998 (составы);
- Чемпионат мира по футболу 1998. Группа A;
- Чемпионат мира по футболу 1998. Группа B;
- Чемпионат мира по футболу 1998. Группа C;
- Чемпионат мира по футболу 1998. Группа D;
- Чемпионат мира по футболу 1998. Группа E;
- Чемпионат мира по футболу 1998. Группа F;
- Чемпионат мира по футболу 1998. Группа G;
- Чемпионат мира по футболу 1998. Группа H;
- Чемпионат мира по футболу 1998. Плей-офф;

#### Женский футбол
- Матчи женской сборной России по футболу 1998;

### Хоккей с шайбой
- ВЕХЛ в сезоне 1997/1998;
- Драфт НХЛ 1998;
- Исландская хоккейная лига 1997/1998;
- Исландская хоккейная лига 1998/1999;
- Матч всех звёзд НХЛ 1998;
- НХЛ в сезоне 1997/1998;
- НХЛ в сезоне 1998/1999;
- Хоккейный Евротур 1998/1999;
- Чемпионат мира по хоккею с шайбой 1998;
- Созданы клубы:
- «Башкент Йилдызлары»;
- «Дембица»;
- «Лоуэлл Девилз»;
- «Нови-Сад»;
- «Нэшвилл Предаторз»;
- «Ред Булл» (Мюнхен);
- «Хорсез»;
- «Эдинбург Кэпиталс»;

### Шахматы
- Женская шахматная олимпиада 1998;
- Шахматная олимпиада 1998;

## Моторные виды спорта
- Формула-1 в сезоне 1998;

## Персоналии

### Скончались
- 6 февраля — Тосиаки Танака (род. 1935) — японский игрок в настольный теннис, многократный победитель мировых чемпионатов.